# Dieppe (Nuevo Brunswick)
Dieppe (población en 2011: 23.310) es una ciudad sobre el Río Petitcodiac en el sudeste de Nuevo Brunswick, Canadá. Tiene una extensión de 49,85 km² y una densidad de población de 299,9/km². Dieppe es parte de la Greater Moncton Area que también incluye Moncton y Riverview. Dieppe es hoydía la ciudad de mayor crecimiento de población de Nuevo Brunswick. Muchas empresas de todo tamaño se han asentado en el parque de industria de Dieppe, entre ellas Armour Transport, J.D. Irving y Master Packaging. La población de Dieppe es por gran mayoría acadiana y habla francés. La ciudad de Dieppe se define como la estrella del Acadia (L'Étoile de l'Acadie).

## Geografía
- Altitud: 33 metros.
- Latitud: 46º 04' 42" N
- Longitud: 064º 41' 14" O

## Historia

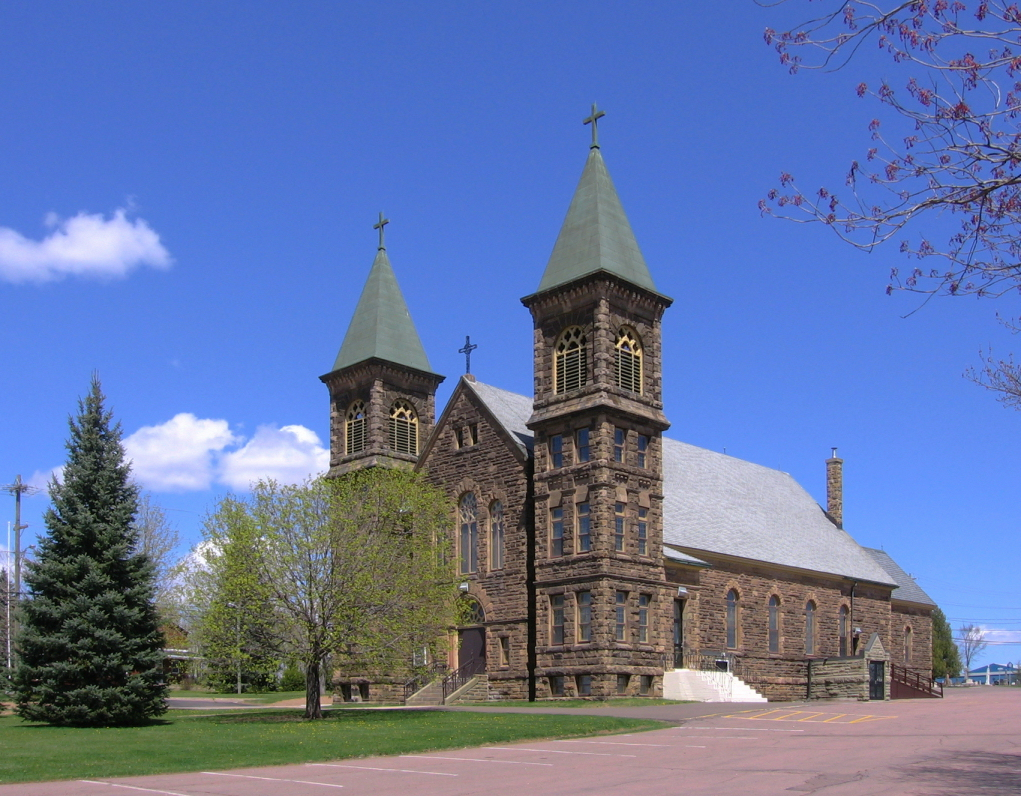
Iglesia de San Anselmo

Originalmente llamado Léger Corner, Dieppe lleva su nombre actual, desde su elevación a pueblo (1946), en honor de los soldados canadienses que tomaron parte en 1942 en la Operación Jubilee en Dieppe, Francia (véase Desembarco de Dieppe).
En 2003, el rango de Dieppe fue elevado oficialmente a ciudad.

## Demografía
Nuevo Brunswick ha experimentado la mayor tasa de crecimiento de la población desde el año 1981, de acuerdo con Statistics Canada 2011. La agencia nacional muestra que la población de Nuevo Brunswick creció un 2,9% en los últimos cinco años, a 751.171 en 2011, de 729.997 en 2006. El crecimiento poblacional en Nuevo Brunswick es alto, pero sigue siendo inferior a la media nacional del 5,9%.
Las cifras de Nuevo Brunswick siguen mostrando un éxodo de personas de muchas comunidades del norte, y los aumentos correspondientes en la población de las comunidades del sur como St. John, Moncton, Fredericton y Dieppe, que es una de las ciudades pequeñas de más rápido crecimiento en Canadá. Esto lleva a un inconveniente para la base de población rural y del norte de Nuevo Brunswick y para el motor de la economía de la provincia. El tema dominante en los cambios de población de Nuevo Brunswick es el crecimiento de las comunidades fuera de las tres ciudades más grandes. La población de Moncton saltó a 69.074 (en el puesto 79 en CDS), un aumento del 7,7 % en 2011. Dieppe es una de las comunidades cercanas a Moncton que se encuentra entre las de más rápido crecimiento en los lugares de Nueva Brunswick. Su población aumentó en un sorprendente 25,6% en 2011, aumentando a 23.310 con el porcentaje más alto debido a la migración intra-provincial.

## Economía
En Dieppe también se encuentra el Place Champlain, el centro de compras mayor de la provincia, el Parc d'amusement Palais Crystal (Palace Amusement Park) y el Aeropuerto International del Gran Moncton, el aeropuerto mayor de la provincia.
Actualmente la ciudad de Dieppe está construyendo el nuevo centro ciudadano que incluye también una sala de ciudad nueva, un mercado de campesinos y un nuevo complejo de oficinas en la calle Champlain.

## Ciudades hermanadas
- Carencro, Luisiana, Estados Unidos
- Dieppe, Seine-Maritime, Francia